# Airport Drive (Misuri)
Airport Drive es una villa ubicada en el condado de Jasper en el estado estadounidense de Misuri. En el Censo de 2010 tenía una población de 698 habitantes y una densidad poblacional de 134,48 personas por km².

## Geografía
Airport Drive se encuentra ubicada en las coordenadas 37°8′26″N 94°30′58″O / 37.14056, -94.51611. Según la Oficina del Censo de los Estados Unidos, Airport Drive tiene una superficie total de 5.19 km², de la cual 5.19 km² corresponden a tierra firme y (0%) 0 km² es agua.

## Demografía
Según el censo de 2010, había 698 personas residiendo en Airport Drive. La densidad de población era de 134,48 hab./km². De los 698 habitantes, Airport Drive estaba compuesto por el 95.7% blancos, el 0% eran afroamericanos, el 1.72% eran amerindios, el 0.57% eran asiáticos, el 0% eran isleños del Pacífico, el 0.14% eran de otras razas y el 1.86% pertenecían a dos o más razas. Del total de la población el 3.44% eran hispanos o latinos de cualquier raza.